# Dorothy Donegan

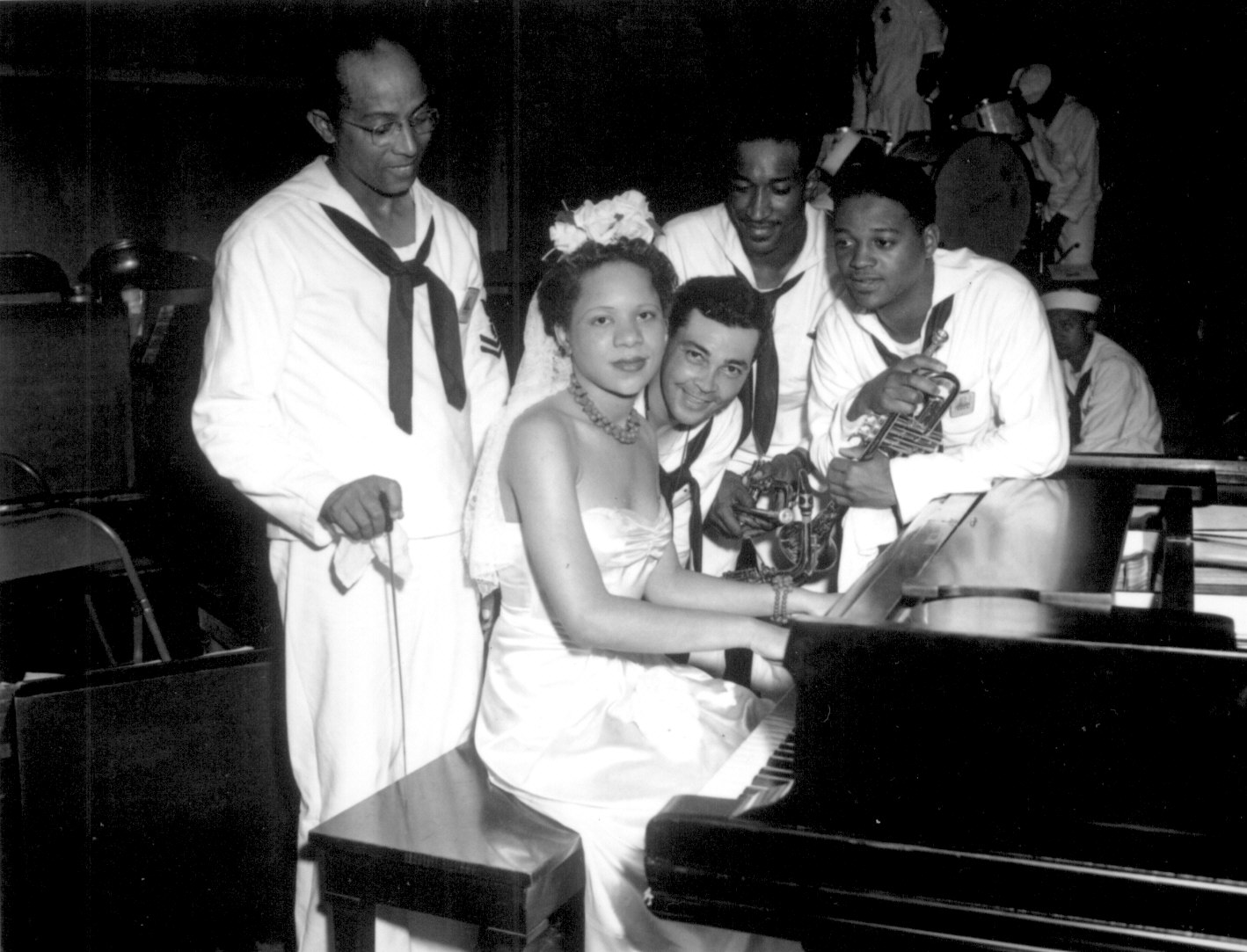
Dorothy Donegan, 1943

Dorothy Donegan (* 6. April 1924 in Chicago, Illinois; † 19. Mai 1998 in Los Angeles, Kalifornien) war eine amerikanische Jazz-Pianistin.
Donegan wuchs in Chicago auf und erhielt mit 6 Jahren Klavierstunden. Am Konservatorium und am Chicago Musical College wurde ihre pianistische Befähigung früh erkannt und gefördert; anschließend ging sie auf die University of Southern California. In den frühen 1940er Jahren war sie der Schützling von Art Tatum; 1942 nahm sie erste Platte auf, arbeitete dann zunächst in Cocktail Lounges. Neben Cab Calloway und W. C. Fields erhielt sie eine Rolle im Musikfilm Sensations of 1945, arbeitete dann auch im Theater (Star Time). Mit höchster Virtuosität, aber ohne sicheres stilistisches Gefühl wurde sie zu einer Klaviersensation mit Hang zum Eklektizismus: In ihrem hochvirtuosen Spiel vermengte sich respektlos Rachmaninoff mit Jimmy Yancey. Als ihr Durchbruch im US-Jazzgeschäft nicht sogleich und raketenhaft glückte, ging sie vom 1945 gegründeten Jazztrio – mit dem sie eine 78er für das kleine Label Continental einspielte – wieder zu Solodarbietungen über und überlegte auch, in den klassischen Konzertbetrieb zu wechseln. Doch stattdessen arbeitete sie in den Nachtclubs von Chicago und unterhielt mit Jazz-Standards und Evergreens das dortige „mehr als anspruchslose Publikum, das mehr auf Beine, Busen und Po achtete als auf ihre kompetent rollende Linke“ (so Axel Melhardt, der Betreiber des Wiener Jazzlokals Jazzland).
Ihre ersten sechs Alben erscheinen neben ihren späteren Live-Erfolgen vergleichsweise obskur. Erst ab den 1980er Jahren war sie wirklich im Musikleben anerkannt und wurde auch regelmäßig nach Europa eingeladen, wo sie beispielsweise auf dem North Sea Jazz Festival, aber auch in Clubs wie dem Wiener Jazzland das Publikum begeisterte. Dieses Vermögen spiegelt sich auch in ihren Live-Aufnahmen von 1991 wider. Außerdem wurde sie zu Vorträgen an die Harvard University, die Northeastern University und die Manhattan School of Music eingeladen und erhielt den Ehrendoktortitel.
Nachdem sie an einem Krebsleiden gestorben war, wurde sie 1998 in die Big Band and Jazz Hall of Fame aufgenommen. Die klassisch ausgebildete Pianistin bleibt am ehesten für ihre Boogie-Woogie-Darbietungen bekannt, obgleich sie auch Bebop, Swingjazz und klassische Musik gespielt hat.

## Diskographische Hinweise
CDs:
- 1953/1979 – Dorothy Romps – A Piano Retrospective – (Rosetta Records – Women’s Heritage Series)
- 1979 – Makin' Whoopee – solo (Black and Blue)
- 1980 – I  Just Wand To Sing – mit Jerome Hunter b & Ray Mosca – (Audiophile)
- 1990 – Live at the Floating Jazz Festival – mit Jon Burr & Ray Mosca (Chiaroscuro)